# Bompenge i Norge
Bompenge forekommer flere steder i Norge på veje, tunneller og broer. Bergen indførte som den første by i Europa bompenge i 1985. Formålet med bompengeringen var at finansiere nye veje i det vanskelige terræn. Efterhånden har de fleste norske storbyer etableret sine egne bompengeringe. En bompengering er betalingsring omkring en større by som bilister betaler en afgift for at krydse. Nogle steder betaler man trængselsafgift (højere afgift i myldretiden) og/eller miljødifferentierede vejafgifter.
Regeringen Solberg har foreslået en bompengeform med fire dele: en reduktion i antallet af bomselskaber, en adskillelse af udsteders rolle fra bomselskaberne, en rentegodtgørelsesordning for lån til bompengeprojekter og en forenkling af takst- og rabatordninger.

## Bomselskaber
Som et resultat af bompengereformen er der etableret fem regionale bompengeselskaber, ejet af fylkerne (amterne):
- Bompengeselskap Nord AS (Nordland og Troms og Finnmark)
- Vegamot AS (Møre og Romsdal og Trøndelag)
- Ferde AS (Agder, Rogaland og Vestland)
- Vegfinans AS (Innlandet, Vestfold og Telemark og Viken)
- Fjellinjen AS (Oslo og Viken)

## AutoPASS
Alle betalingsanlæg i Norge er automatiske, foruden nogle færger. AutoPASS er det norske system for elektronisk betaling i automatiske betalinganlæg. En AutoPASS-brikke er en trådløs sender (transponder), der er placeret på indersiden af bilens forrude. AutoPASS er med i joint venturet EasyGo, og gennem EasyGo-samarbejdet kan AutoPASS bruges på broer, færger og andre automatiserede betalingsanlæg i Skandinavien. BroBizz er også med i Easygo-samarbejdet, og en BroBizz kan derfor også bruges i Norge.
For biler uden brik (transponder) fotograferes nummerpladen og faktura sændes til bilens ejer. Dette gælder endda biler som er registrerede i andre lande end Norge. Udenlandske køretøjer uden transponder faktureres af Epass24. For at undgå at betale den højeste afgift i betalingsanlæg med miljødifferentierede vejafgifter, skal udenlandske køretøjer registreres.

### Obligatorisk transponder for tunge køretøj
Fra den 10 oktober 2014 skal alle køretøj over 3,5 ton som kører i Norge med et erhvervsmæssigt formål, eller køretøj som er registredede på virksomheder, staten, amtsmyndigheder eller kommuner være udstyret med en brik/transponder når de kører på offentlige veje. Dette gælder for både norske og udenlandske køretøj, og politiet, Toldvæsen og Statens vegvesen har kontrolmyndighed og kontrollerer langs vejen. Uden transponder opkræves der et gebyr/en bod på 8000 norske kroner. Afgiften øger til 12 000 kr om den ikke betales inden for tre uger. Om dette gentages flere gange inden for to år bliver der opkrævet afgift på 16 000 kr.

## Takstgrupper og rabatter
| | Takstgruppe 1 | Takstgruppe 2                                                                                   |
| --- | --- | ----------------------------------------------------------------------------------------------- |
| | - Køretøjer op til 3.500 kg - Køretøjer i køretøjsgruppen M1, uanset vægt | - Køretøjer over 3.500 kg, bortset fra køretøjer i køretøjsgruppen M1 med en gyldig transponder |
| For køretøjer i køretøjsgruppen M1 med en vægt på over 3.500 kg kræves der transponder og en gyldig kontrakt. | Obligatorisk transponder: Alle køretøjer over 3.500 kg som er registrerede på virksomheder, staten, amtsmyndigheder eller kommunen, eller køretøjer, der anvendes til kommercielle formål, skal have transponder og en gyldig kontrakt. |                                                                                                 |
| Takstgrupper ved miljødifferentierede vejafgifter                                                             | Takstgruppe 1 deles i: - nul-udslip (elbiler og brintbiler) - plug in-hybrid - diesel - andre (benzin, gas, etanol etc) | Takstgruppe 2 deles i: - nul-udslip - plug in-hybrid - Euro VI - Pre-Euro VI.                   |
| Generel transponderrabat                                                                                      | 20% | 0%                                                                                              |

Gennem behandlingen af Prop. 1 S Tillæg 2 / Innst. 13 S (2015-2016) har Stortinget tilsluttet sig regeringens forslag om at indføre en ny takst- og rabatordning for bompengeprojekter. I det nye system foreslås en standardisering af rabatter og borttagelse af lokale særordninger. Alle køretøjer i takstgruppe 1, der passerer med en gyldig transponder, modtager 20% rabat, og der gives ingen rabat til køretøjer i takstgruppe 2.
I tråd med retningslinierne fra Proposition 87 S (2017-2018) og lokale beslutninger er det i et øgende antal steder indført bompenge for nul-udslipskøretøjer i takstgruppe 1. Disse svarer til 50 procent af den ordinære bompengepris, efter rabat (for eksempel; om prisen er 10 kr, koster det 8 kr med gyldig aftale/brik (20% rabat). Prisen for et nul-udslipskøretøj får da højest være 4 kr). Nul-udslipskøretøjer i takstgruppe 2 skal stadig ikke betale bompenge.
Nul-udslipskøretøjer er fællesbetegnelsen for elbiler og brintbiler. For at betale bompengeprisen for nul-udslipskøretøj kræves gyldig transponder og aftale. Uden dette vil nul-udslipskøretøjer blive opkrævet almindelig pris på samme måde som andre køretøjer.

## Bompengeringe
| By/Område        | Pakke                                                  | Fylke                | Bomselskab                          |
| ---------------- | ------------------------------------------------------ | -------------------- | ----------------------------------- |
| Oslo og Akershus | Oslopakke 3                                            | Oslo, Viken          | Fjellinjen AS                       |
| Kristiansand     | Samferdselspakke for Kristiansandsregionen             | Agder                | Ferde AS                            |
| Nord-Jæren       | Bymiljøpakken                                          | Rogaland             | Ferde AS                            |
| Haugalandet      | Haugalandspakken                                       | Rogaland, Vestland   | Ferde AS                            |
| Bergen           | Miljøløftet                                            | Vestland             | Ferde AS                            |
| Askøy            | Askøypakken                                            | Vestland             | Ferde AS                            |
| Bodø             | Bypakke Bodø                                           | Nordland             | BPS Nord - Veipakke Salten AS       |
| Harstad          | Harstadpakken                                          | Troms og Finnmark    | BPS Nord - Troms Bompengeselskap AS |
| Grenland         | Bypakke Grenland                                       | Vestfold og Telemark | Vegfinans Bypakke Grenland AS       |
| Førde            | Førdepakken                                            | Vestland             | Ferde AS                            |
| Trondheim        | Miljøpakke Trondheim                                   | Trøndelag            | Vegamot AS                          |
| Fredrikstad      | Bypakke Nedre Glomma (Inkluderer Kråkerøyforbindelsen) | Viken                | Vegfinans Bypakke Nedre Glomma AS   |
| Nordhordland     | Nordhordlandspakken                                    | Vestland             | Ferde AS                            |

## Bomveje[14][15]
| Vej            | Strækning                                                                     | Fylke                | Bomselskab                             |
| -------------- | ----------------------------------------------------------------------------- | -------------------- | -------------------------------------- |
| E6             | Helgeland nord - E6 Skamdal - E6 Reinforshei - Bolna (Saltfjellet)            | Nordland             | BPS Nord - Nordland Bompengeselskap AS |
| E6             | Helgeland syd - E6 Svenningvatn - E6 Kommune grænsen Grane- Vefsn - E6 Forsmo | Nordland             | BPS Nord - Nordland Bompengeselskap AS |
| E6             | Trondheim–Stjørdal - Ranheim - Leistad - Hommelvik                            | Trøndelag            | Vegamot AS                             |
| E6             | Tingberg                                                                      | Innlandet            | Vegfinans E6 Oppland                   |
| E6             | Svinesundsbroen                                                               | Viken                | Svinesundsforbindelsen AS              |
| E6             | Moss, Raukerud, Østfoldpakka                                                  | Viken                | Vegfinans Østfold Bompengeselskap AS   |
| E6             | Gardermoen–Moelv                                                              | Viken                | Vegfinans E6 Gardermoen-Moelv AS       |
| E6             | Frya-Sjoa                                                                     | Innlandet            | Vegfinans Ringebu-Otta AS              |
| E6             | Hålogalandsbroen                                                              | Nordland             | BPS Nord - Hålogalandsbrua AS          |
| E6/E10         | Trældal - Leirvik                                                             | Nordland             | BPS Nord - Hålogalandsbrua AS          |
| E16            | Bolstad, Vossapakko                                                           | Vestland             | Ferde AS                               |
| E16            | Kongsvinger-Slomarka, tæt på Kongsvinger                                      | Innlandet            | Vegfinans E16 Kongsvingervegen AS      |
| E16            | Bagn-Bjørgo                                                                   | Innlandet            | Vegfinans E16 Oppland AS               |
| E18            | Østfoldpakka                                                                  | Viken                | Vegfinans Østfold Bompengeselskap AS   |
| E18            | Gulli-Langangen                                                               | Vestfold og Telemark | Vegfinans E18 Vestfold AS              |
| E18            | Rugtvedt-Dørdal                                                               | Vestfold og Telemark | Vegfinans E18 Telemark AS              |
| E18            | Tvedestrand - Arendal                                                         | Agder                | Ferde AS                               |
| E134           | Stordalstunnelen                                                              | Vestland             | Ferde AS                               |
| E136           | Tresfjordsbroen, Vestnes                                                      | Møre og Romsdal      | Vegamot AS                             |
| Rigsvej 4      | Dynna, Lunner grænse                                                          | Innlandet            | Vegfinans Rv4 Oppland                  |
| Rigsvej 7      | Sokna-Ørgenvika, tæt på Sokna                                                 | Viken                | Vegfinans Hallingporten AS             |
| Rigsvej 13     | Hardangerbroen                                                                | Vestland             | Ferde AS                               |
| Rigsvej 13     | Svelgane, Vossapakko                                                          | Vestland             | Ferde AS                               |
| Rigsvej 13     | Ryfylketunnelen, Ryfast (fra 30.3.2020)                                       | Rogaland             | Ferde AS                               |
| Rigsvej 13     | Hundvågtunnelen, Ryfast (fra 30.3.2020)                                       | Rogaland             | Ferde AS                               |
| Rigsvej 36     | Slåttekås–Årnes, Ullevik                                                      | Vestfold og Telemark | Vegfinans Rv36 Telemark                |
| Rigsvej 80     | Fauske - Bodø                                                                 | Nordland             | BPS Nord - Veipakke Salten AS          |
| Fylkesvej 7    | Kvammapakken - Kjepsohøgda - Steinsdalen                                      | Vestland             | Ferde AS                               |
| Fylkesvej 16   | Dynna, Lunner grænse                                                          | Innlandet            | Vegfinans Rv4 Oppland AS               |
| Fylkesvej 33   | Langsletta                                                                    | Innlandet            | Vegfinans Fv33 Oppland                 |
| Fylkesvej 34   | Grime                                                                         | Innlandet            | Vegfinans Fv34 Oppland                 |
| Fylkesvej 45   | Øvstabø, Gjesdal                                                              | Rogaland             | Ferde AS                               |
| Fylkesvej 47   | T-forbindelsen                                                                | Rogaland             | Ferde AS                               |
| Fylkesvej 78   | Toventunnelen, Vefsn, Vegpakke Helgeland                                      | Nordland             | BPS Nord - Helgeland Veiutvikling AS   |
| Fylkesvej 107  | Jondalstunnelen                                                               | Vestland             | Ferde AS                               |
| Fylkesvej 118  | Den gamle Svinesundsbroen                                                     | Viken                | Svinesundsforbindelsen AS              |
| Fylkesvej 128  | Gamle E18, Østfoldpakka                                                       | Viken                | Vegfinans Østfold Bompengeselskap AS   |
| Fylkesvej 175  | Åsum, Kongsvinger-Slomarka                                                    | Innlandet            | Vegfinans E16 Kongsvingervegen AS      |
| Fylkesvej 250  | Fulu, Kongsvinger-Slomarka                                                    | Innlandet            | Vegfinans E16 Kongsvingervegen AS      |
| Fylkesvej 255  | Fåberg, Gausdalsvegen                                                         | Innlandet            | Vegfinans Gausdalsvegen AS             |
| Fylkesvej 311  | Kambo, Østfoldpakka                                                           | Viken                | Vegfinans Østfold Bompengeselskap AS   |
| Fylkesvej 312  | Frya-Sjoa                                                                     | Innlandet            | Vegfinans Ringebu-Otta AS              |
| Fylkesvej 312  | Skarsmoen                                                                     | Innlandet            | Vegfinans E6 Oppland                   |
| Fylkesvej 315  | Jørstadmoen, Lund gård, Gausdalsvegen                                         | Innlandet            | Vegfinans Gausdalsvegen AS             |
| Fylkesvej 519  | Finnøytunnelen, Rennesøy                                                      | Rogaland             | Ferde AS                               |
| Fylkesvej 542  | Bømlabroen, Bømlopakken                                                       | Vestland             | Ferde AS                               |
| Fylkesvej 714  | Laksevegen                                                                    | Trøndelag            | Vegamot AS                             |
| Fylkesväg 715  | Fosenpakken, Krinsvatn, Indre Fosen kommune                                   | Trøndelag            | Fosenvegene AS                         |
| Fylkesvej 858  | Ryatunnelen, Tromsø                                                           | Troms og Finnmark    | Ryaforbindelsen AS                     |
| Fylkesvej 5981 | Rundt Tresfjorden, Eksportveien                                               | Møre og Romsdal      | Vegamot AS                             |

## Færger med bompenge
Følgende færgeruter opkræver bompenge som tillæg til færgebilletten.

| Vej           | Færgerute          | Fylke     | Færgeselskab | Bomselskab     |
| ------------- | ------------------ | --------- | ------------ | -------------- |
| E39           | Mortavika–Arsvågen | Rogaland  | Fjord1       | Ferde AS       |
| Fylkesvej 541 | Langevåg–Buavåg    | Vestland  | Nordled      | Ferde AS       |
| Fylkesvej 546 | Husavik–Sandvikvåg | Vestland  | Fjord1       | Ferde AS       |
| Fylkesvej 546 | Krokeide–Hufthamar | Vestland  | Fjord1       | Ferde AS       |
| Fylkesvej 710 | Brekstad–Valset    | Trøndelag | Fjord1       | Fosenvegene AS |
| Fylkesvej 715 | Flakk–Rørvik       | Trøndelag | ATB          | Fosenvegene AS |

I mange færgeruter uden bompengeopkrævning kan færgebillet også betales med AutoPASS via AutoPASS. Dette koncept kaldes AutoPASS for ferje ("AutoPASS for færge"). Med en gyldig Autopass (eller anden Easygo)-aftale og transponder modtager man 10% rabat på færgebilleten. Gennem at tegne en egen aftale og fylde på en Autopass-færgekonto gives 50% (40% for erhvervskunder) rabat.